# Heidbergsee
Der Heidbergsee ist eine aus zwei zusammenhängenden Seen bestehende mit Grundwasser gefüllte ehemalige Kiesgrube im Südosten Braunschweigs. Er ist zentraler Bestandteil der als Heidbergpark bezeichneten Grünanlage im Stadtteil Heidberg.

## Geographie
Das zweiteilige Gewässer mit rund 15 ha Fläche liegt auf einer Höhe von 76 m ü. NHN. Der nördliche See ist zwischen drei und sieben Meter, in der nordwestlichen Kaltwasserzone über zehn Meter tief. Für den südlichen See sind Tiefen bis sieben Meter angegeben. An den Badeufern gibt es abgeflachte Abschnitte bis einen Meter Tiefe. Das umgebende Ufer liegt auf einem Niveau von 80 m zwischen den Seen und 86 m am Nordufer.
Der gesamte Grünbereich zwischen der Bebauung im Westen, der Salzdahlumer Straße im Osten und dem Heidbergstieg im Süden trägt die Bezeichnung Heidbergpark, dessen Größe mit 24,43 ha angegeben wird. Von der Dresdenstraße bis zur Ostgrenze verläuft ein Weg für Fußgänger und Radfahrer mit der gleichen Bezeichnung, der neben den Grünanlagen auch die Sportanlage Heidberg erschließt. Die Parkanlage grenzt an den nördlich und östlich gelegenen naturnahen Wald Mascheroder Holz, der im südlichen Teil auch als Kohli-Holz bezeichnet wird. Im Nordosten schließt sich jenseits der Salzdahlumer Straße das Gelände des Südstadtparks an.

## Ausbau zum Erholungsort und Badesee
Der Kiesabbau erfolgte seit den 1950er Jahren. Der nördliche See wurde bereits seit den 1970er Jahren zum Baden genutzt. Nach Aufgabe des Kiesabbaus auch im südlichen See wurde das gesamte Areal ab 2000 zu einer Bade- und Liegewiesenlandschaft umgestaltet. Das Südufer des nördlichen sowie das benachbarte Nordufer des südlichen Gewässers wurden in seicht abfallende Strände umgebaut, sodass sich auch Nichtschwimmer gefahrlos im Randbereich des Wassers aufhalten können. Die Ufer wurden dahingehend beschildert, dass einige Zonen ausdrücklich vom Baden ausgenommen sind. In den anderen Bereichen geschieht das Baden auf eigene Gefahr. Wie in anderen Kiesteichen auch, ist das Baden mit Gefahren vor allem für Nichtschwimmer verbunden, da die Teichsohle stellenweise steil abfällt. Außerdem ist durch einige sehr unebene, kalte und tiefe Stellen mit gefährlichen Strudeln zu rechnen. Im Januar 2020 wurde der Heidbergsee als einziges Gewässer der Stadt als Badesee eingestuft und seit Juli 2020 auch offiziell mit einer eigens dafür erstellten Badeordnung versehen.
Das im See gesammelte Grundwasser ist von Natur aus klar. Die Gewässerqualität wird von der Stadt Braunschweig überwacht.
Der Heidbergsee ist ein beliebtes Ausflugsziel für Braunschweiger Familien, Jugendliche und Treffpunkt für Grillfeten. An der Salzdahlumer Straße direkt am Ortsteil Jägersruh befinden sich der Parkplatz für Seebesucher sowie eine öffentliche Toilette. Die Pflege und Müllbeseitigung erfolgt regelmäßig durch den Fachbereich Stadtgrün der Stadt Braunschweig.
Wohnort
Die Umgestaltung des südlichen Sees wurde für eine hochwertige Besiedlung des östlichen Randbereichs genutzt. Dieser gehört zum Ortsteil Jägersruh.

## Naturschutz
Im Landschaftsrahmenplan der Stadt Braunschweig wird für den Heidbergsee die Duldung extensiver Erholungsformen im Einklang mit dem Naturschutz vorgesehen, was durch Schaffung von Pufferzonen für die Biotopentwicklung erreicht werden soll.
Die Artenentwicklung wird von offizieller Seite beobachtet, der Schutz von Kröten während der Wanderung wird von Schülern des Heidberger Schulzentrums aktiv unterstützt.

## Sportstätte

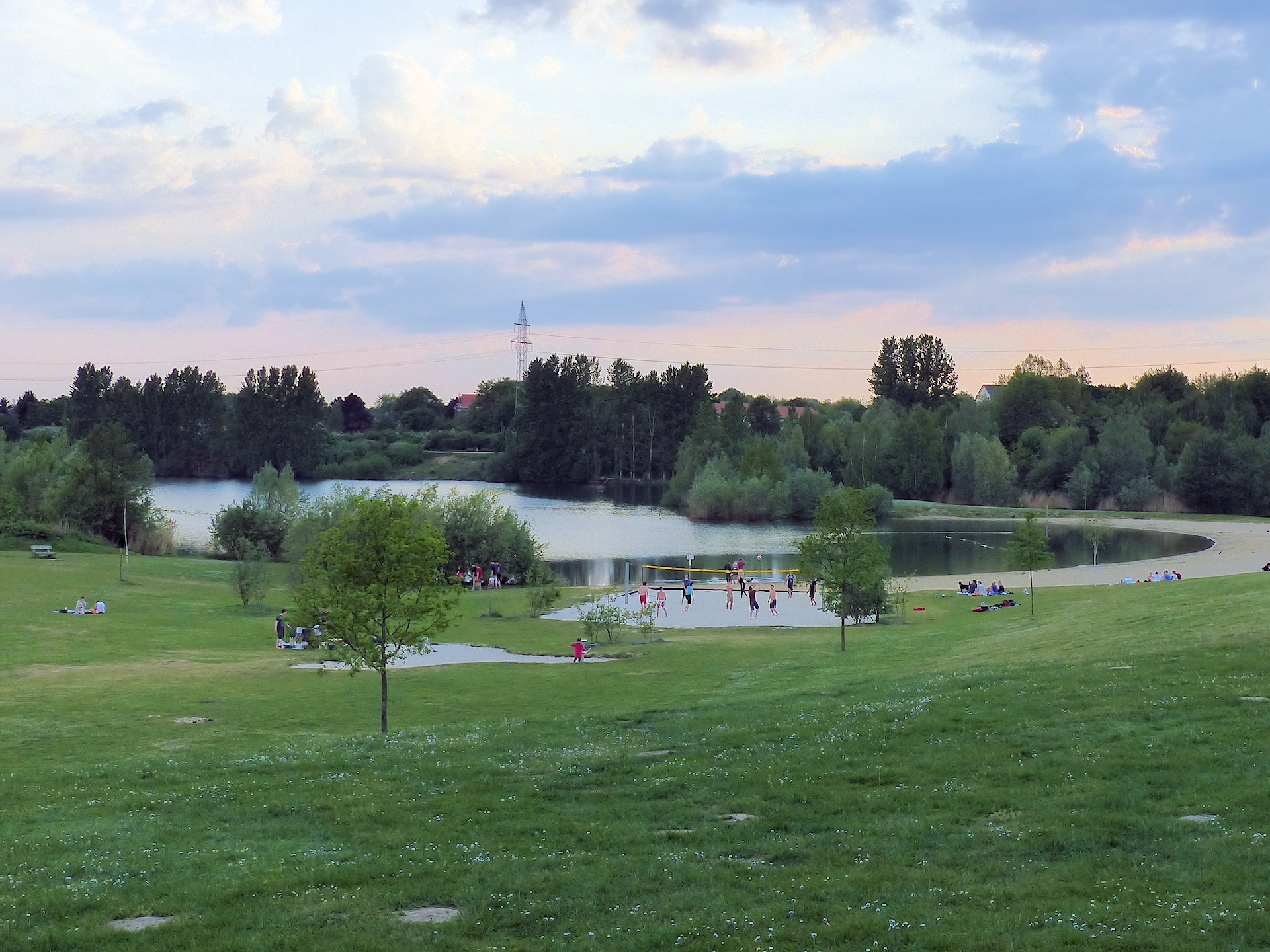
Heidbergsee

- Das Triathlon Team Braunschweig nutzt den Heidbergsee alljährlich als Austragungsort eines  Triathlons.
- Der Fischreichtum des Gewässers wird von Anglern genutzt.[12]